# 門田元実
門田 元実（もんでん もとざね）は、戦国時代から江戸時代前期にかけての武将。毛利氏の家臣。父は門田元忠。初名は「貞広」。

## 生涯
天文12年（1543年）、毛利氏庶流である門田元忠の嫡男として生まれる。
弘治3年（1557年）12月2日に毛利氏家臣239名が名を連ねて軍勢狼藉や陣払の禁止を誓約した連署起請文において、74番目に「門田少輔十郎」と署名している。
天正2年（1574年）3月25日に祖父の就顕が死去し、父の元忠が後を継いだが、その後に元忠は毛利輝元から暇を与えられて牢人となり、元実も父と共に毛利家から離れている。しかし、元実は後に少ない知行地で召し返され帰参した。
天正18年（1590年）12月13日、毛利輝元から「五右衛門尉」の官途名を与えられた。
元実が「五兵衛」の官途名を名乗っていたころ、毛利輝元が佐世元嘉に対し元実と井上元次に屋職分に加えて33石の給地を与えるよう命じている。
慶長16年（1611年）9月15日、毛利輝元から「但馬守」の受領名を与えられる。
慶長19年（1614年）9月5日、井上元常の次男で、元実の末娘と婚姻して婿養子となった門田元雄が元服。元実の嫡男であった長三郎は幼年のころに死去していたため、9月11日に輝元は、元実が末娘を嫁がせて婿養子とした元雄に長門国美祢郡厚村58石余の地を譲渡することを承認した。ただし、もし不和等により元雄夫妻が離縁した場合は所領を元実の娘のものとするが、もし娘が死去した場合は元雄に所領を与えること、さらにもし元実に男子が生まれた場合は58石の所領の内の20石の地を分与する取り決めについても承認している。
寛永15年（1638年）11月16日に死去。享年96。